# ラウル・ゲロン
ラウル・ゲロン（Raúl Fernando Guerrón Méndez、1976年10月12日 - ）は、エクアドルの元サッカー選手。元エクアドル代表。ポジションはディフェンダー。

## 来歴
2000年にエクアドル代表デビュー。エクアドル史上初の出場となった2002 FIFAワールドカップのメンバーにも選ばれ、グループステージ全3試合に出場した。2004年までに通算34試合に出場した。

## 代表歴

### 出場大会
- エクアドル代表
  - 2002 FIFAワールドカップ

### 試合数
- 国際Aマッチ 34試合 0得点（2000年-2004年）[1]

| エクアドル代表 | 国際Aマッチ | 国際Aマッチ |
| 年             | 出場        | 得点        |
| -------------- | ----------- | ----------- |
| 2000           | 4           | 0           |
| 2001           | 13          | 0           |
| 2002           | 11          | 0           |
| 2003           | 0           | 0           |
| 2004           | 6           | 0           |
| 通算           | 34          | 0           |